# Feel Like Makin’ Love (альбом)
Feel Like Makin’ Love — шестой студийный альбом американской певицы Роберты Флэк, выпущенный в 1975 году на лейбле Atlantic Records. Продюсированием занималась сама певица (под псевдонимом Рубина Флейк).

## Об альбоме
Сингл «Feel Like Makin’ Love» был выпущен в августе 1974 года. Его успех в чартах не оставил сомнений лейблу Atlantic Records в том, что нужно продлевать пятилетний контракт с певицей. Альбом должен был быть выпущен в ноябре того же года, лейбл уже получил достаточное количество предзаказов в магазинах, чтобы пластинка смогла получить золотой статус. Но альбом к назначенному времени готов не был, его релиз состоялся лишь в марте 1975 года.
Запись альбома затянулась на четырнадцать месяцев. И хотя песню «Feel Like Makin’ Love» певица спродюсировала самолично, для работы над альбомом она привлекла Джоэла Дорна. Тем не менее, когда в работу включился Джин Макдэниелс, Дорн выбыл из проекта (его семилетний контракт с Atlantic Records истёк). Флэк и Макдэниелс не смогли сработаться и последний также вынужден был уйти. Певица вынуждена была заняться продюсированием в одиночку.
Релиз долгожданного альбома состоялся 1 марта 1975 года. Лейбл был крайне недоволен задержкой в работе, певица также заявляла, что записала больше материала, который она сможет использовать в последующих альбомах. Пластинка заняла 24-е место в чарте Billboard Top LPs и 5-е место в чарте Top Soul Albums. Несмотря на данные о том, что альбом получит золотую сертификацию ещё по предзаказам, это был первый альбом певицы, не получивший какую-либо сертификацию в США вообще.

## Список композиций
| №  | Название                             | Автор(ы)                                                                          | Длительность |
| -- | ------------------------------------ | --------------------------------------------------------------------------------- | ------------ |
| 1. | «Feelin’ That Glow»                  | Боб Фуско, Sister Charlotte Laws, Джин Макдэниелс, Морис Маккинли, Леон Пендарвис | 5:48         |
| 2. | «I Wanted It Too»                    | Ральф Макдональд, Уильям Слейтер                                                  | 2:51         |
| 3. | «I Can See the Sun in Late December» | Стиви Уандер                                                                      | 12:48        |
| 4. | «Some Gospel According to Matthew»   | Стюарт Скарф                                                                      | 2:37         |

| №  | Название                 | Автор(ы)                         | Длительность |
| -- | ------------------------ | -------------------------------- | ------------ |
| 1. | «Feel Like Makin’ Love»  | Джин Макдэниелс                  | 2:55         |
| 2. | «Mister Magic»           | Ральф Макдональд, Уильям Слейтер | 3:55         |
| 3. | «Early Ev’ry Midnite»    | Джин Макдэниелс                  | 5:54         |
| 4. | «Old Heartbreak Top Ten» | Джин Макдэниелс                  | 4:22         |
| 5. | «She’s Not Blind»        | Страут Скарф                     | 5:24         |

## Позиции в хит-парадах
| Хит-парад (1975)                       | Высшая позиция |
| -------------------------------------- | -------------- |
| Австралия (Kent Music Report)          | 19             |
| Канада (RPM Top Albums/CDs)            | 37             |
| США (Billboard 200)                    | 24             |
| США (Billboard Top R&B/Hip-Hop Albums) | 5              |
| США (Billboard Top Jazz Albums)        | 11             |